# Đất bùn (vật liệu)

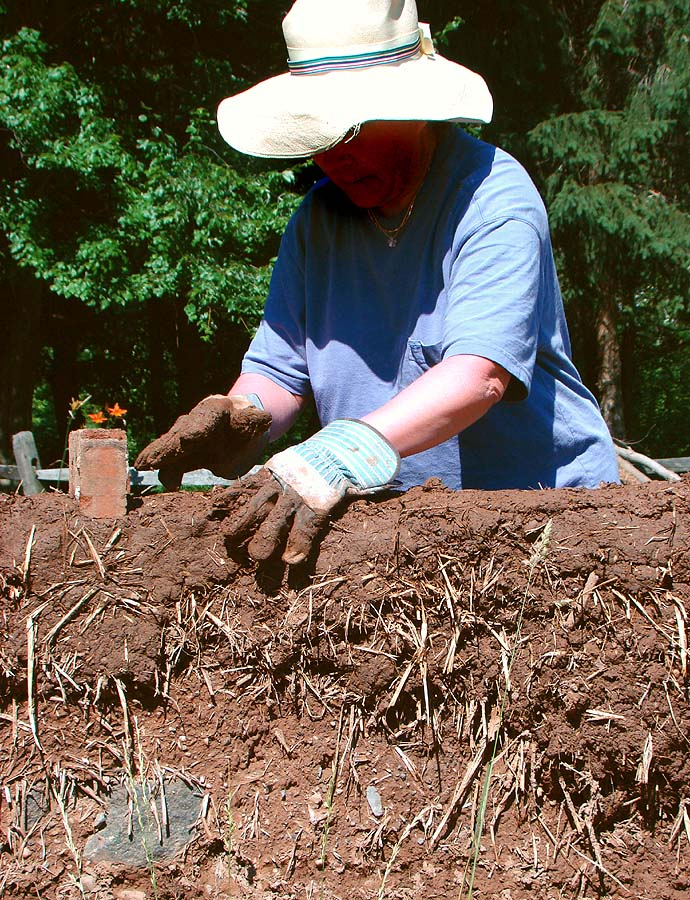
Xây dựng một bức tường từ đất bùn.

Đất bùn là vật liệu xây dựng tự nhiên được làm từ lớp đất dưới mặt đất, nước, vật liệu hữu cơ dạng sợi (thường là rơm) và đôi khi là vôi. Các nội dung của lớp đất bên dưới tự nhiên khác nhau, và nếu nó không chứa đúng hỗn hợp, nó có thể được sửa đổi bằng cát hoặc đất sét. Đất bùn có khả năng chống cháy, chống lại hoạt động địa chấn và mặc dù nó sử dụng vật liệu giá rẻ nhưng nó rất tốn công. Nó có thể được sử dụng để tạo ra các hình thức nghệ thuật, điêu khắc, và việc sử dụng nó đã được hồi sinh trong những năm gần đây bởi các phong trào xây dựng tự nhiên và bền vững.
Trong các tài liệu kỹ thuật và xây dựng kỹ thuật, như bộ luật xây dựng thống nhất, nó có thể được gọi là "khối đất sét không nung" khi được sử dụng trong bối cảnh cấu trúc. Nó cũng có thể được gọi là "cốt liệu" trong bối cảnh phi cấu trúc, chẳng hạn như "cốt liệu đất sét và cát" hay đơn giản hơn là "cốt liệu hữu cơ", chẳng hạn như đất bùn là chất độn giữa kết cấu cột và dầm.

## Lịch sử và cách sử dụng

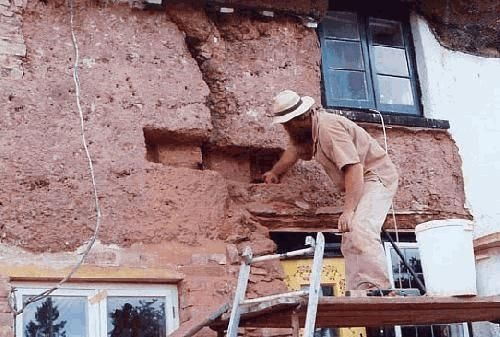
Sửa chữa 'vá đất bùn' trên ngôi nhà cũ truyền thống cũ ở Devon, Anh

đất bùn (Cob) là một thuật ngữ tiếng Anh được chứng thực vào khoảng năm 1600 cho một vật liệu xây dựng cổ xưa đã được sử dụng để xây dựng từ thời tiền sử. Từ nguyên của đất bùn (cob) và cobbing là không rõ ràng, nhưng trong một số giác quan có nghĩa là để đánh bại hoặc tấn công, đó là cách các vật liệu đất bùn được áp dụng cho một bức tường.
Một số cấu trúc nhân tạo lâu đời nhất ở Afghanistan bao gồm đất nén và đất bùn. Xây dựng bằng đất bùn (tabya) đã được sử dụng ở Maghreb và al-Andalus trong thế kỷ 11 và 12, và được Ibn Khaldun mô tả chi tiết trong thế kỷ 14.
Vật liệu đất bùn được biết đến bởi nhiều tên bao gồm gạch bùn, đất sét cục, đất sét vũng, bùn phấn, đất phù sa, đất sét daubin, swish (asante twi), Torchis (tiếng Pháp), bauge (tiếng Pháp), bousille (bùn Pháp với rêu và đất sét.
Cấu trúc đất bùn có thể được tìm thấy ở nhiều vùng khí hậu trên toàn cầu.  Ví dụ châu Âu bao gồm:
- ở Anh, đáng chú ý là ở các hạt Devon và Cornwall ở miền Tây và ở Đông Anglia (nơi được gọi là cục đất sét) [1]
- ở bán đảo Glamorgan và bán đảo Gower ở xứ Wales[cần dẫn nguồn]
- ở Vịnh Donegal ở Ulster và ở Munster, Tây Nam Ireland[cần dẫn nguồn]
- ở Finisterre ở Brittany, nơi nhiều ngôi nhà đã tồn tại hơn 500 năm và vẫn còn có người ở[cần dẫn nguồn]

Nhiều tòa nhà đất bùn cũ có thể được tìm thấy ở Châu Phi, Trung Đông và nhiều vùng của miền Tây Nam Hoa Kỳ.     Một số ngôi nhà bằng đất bùn tồn tại từ giữa thế kỷ 19 của New Zealand.
Theo truyền thống, đất bùn (Cob) tiếng Anh được tạo ra bằng cách trộn lớp đất nền bằng đất sét với cát, rơm và nước sử dụng bò để chà đạp nó. Các loại đất của Anh có chứa lượng phấn khác nhau và đất bùn được làm bằng một lượng phấn đáng kể được gọi là đất bùn phấn hoặc đất phù sa. Hỗn hợp đất sau đó được múc lên một nền đá trong các khóa học và được các công nhân trát lên tường trong một quy trình được gọi là cobbing. Việc xây dựng sẽ tiến triển theo thời gian cần thiết cho khóa học trước để khô. Sau khi sấy khô, các bức tường sẽ được cắt tỉa và khóa học tiếp theo được xây dựng, với các xà ngang cho các lỗ mở sau này như cửa ra vào và cửa sổ được đặt khi bức tường hình thành.
Các bức tường của một ngôi nhà bằng đất bùn thường dày khoảng 24 inch (61 cm) và các cửa sổ được đặt sâu tương ứng, tạo cho ngôi nhà một diện mạo bên trong đặc trưng. Các bức tường dày cung cấp khối lượng nhiệt tuyệt vời, dễ dàng giữ ấm vào mùa đông và mát mẻ vào mùa hè. Tường có giá trị khối lượng nhiệt cao hoạt động như một bộ đệm nhiệt trong nhà. Vật liệu này có tuổi thọ cao ngay cả ở vùng khí hậu mưa và/hoặc ẩm ướt, với điều kiện là một nền tảng cao và phần nhô ra trên mái nhà lớn.
Đất bùn có khả năng chống cháy, trong khi " đất bùn lửa" (đất bùn không có rơm hoặc sợi) là vật liệu chịu lửa (cùng chất liệu, như gạch đỏ thông thường chưa sử dụng), và trong lịch sử, đã được sử dụng để chế tạo ống khói, lò sưởi, lò rèn và nồi nấu kim loại. Tuy nhiên, không có sợi, đất bùn sẽ mất phần lớn độ bền kéo (độ kháng kéo) của nó.

## Tòa nhà hiện đại bằng đất bùn

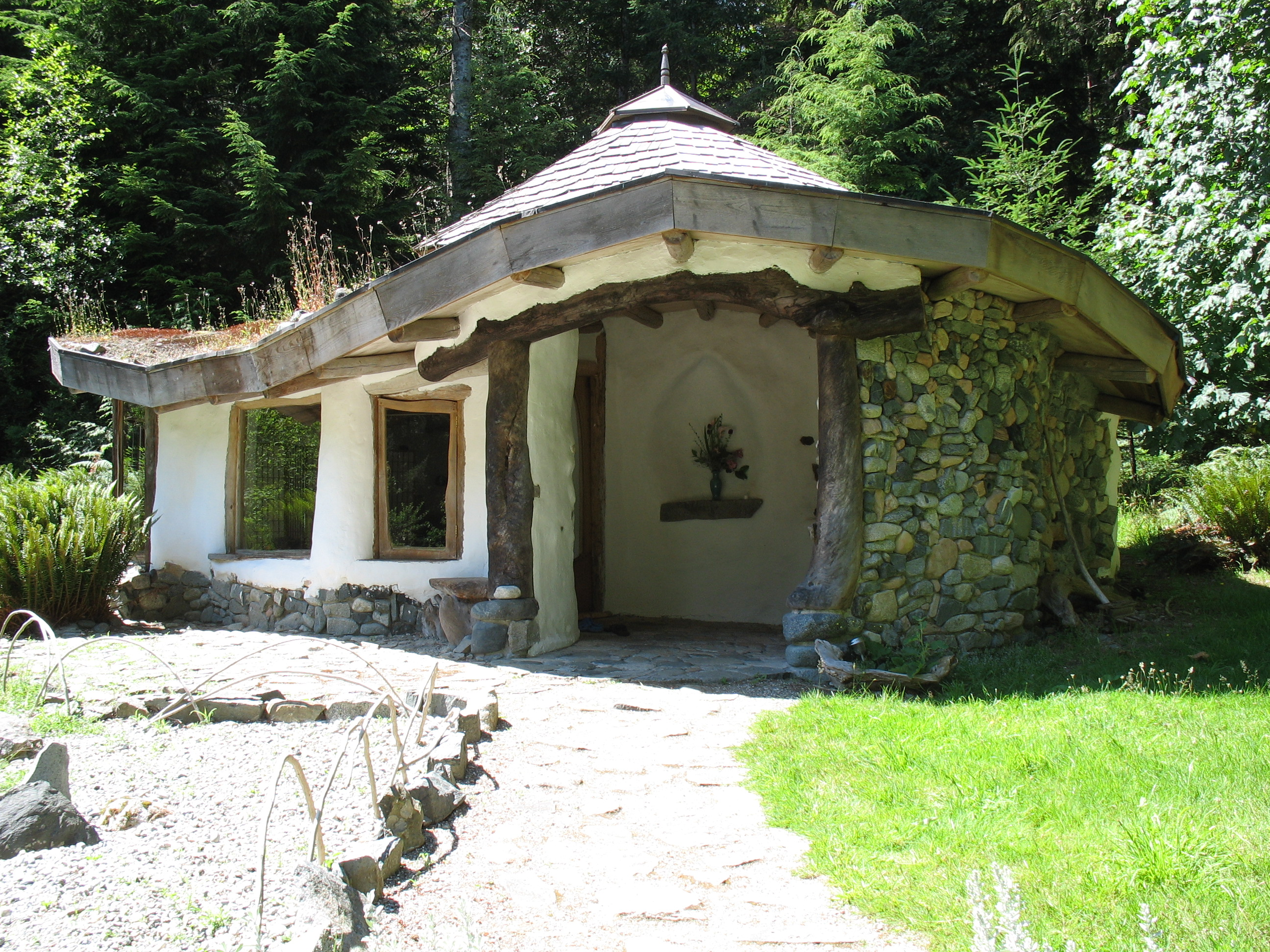
Một ví dụ về một ngôi nhà đất bùn hiện đại theo phong cách Tây Bắc Thái Bình Dương. Các bức tường đất bùn bên ngoài được trát cho một diện mạo đồng đều, hấp dẫn.

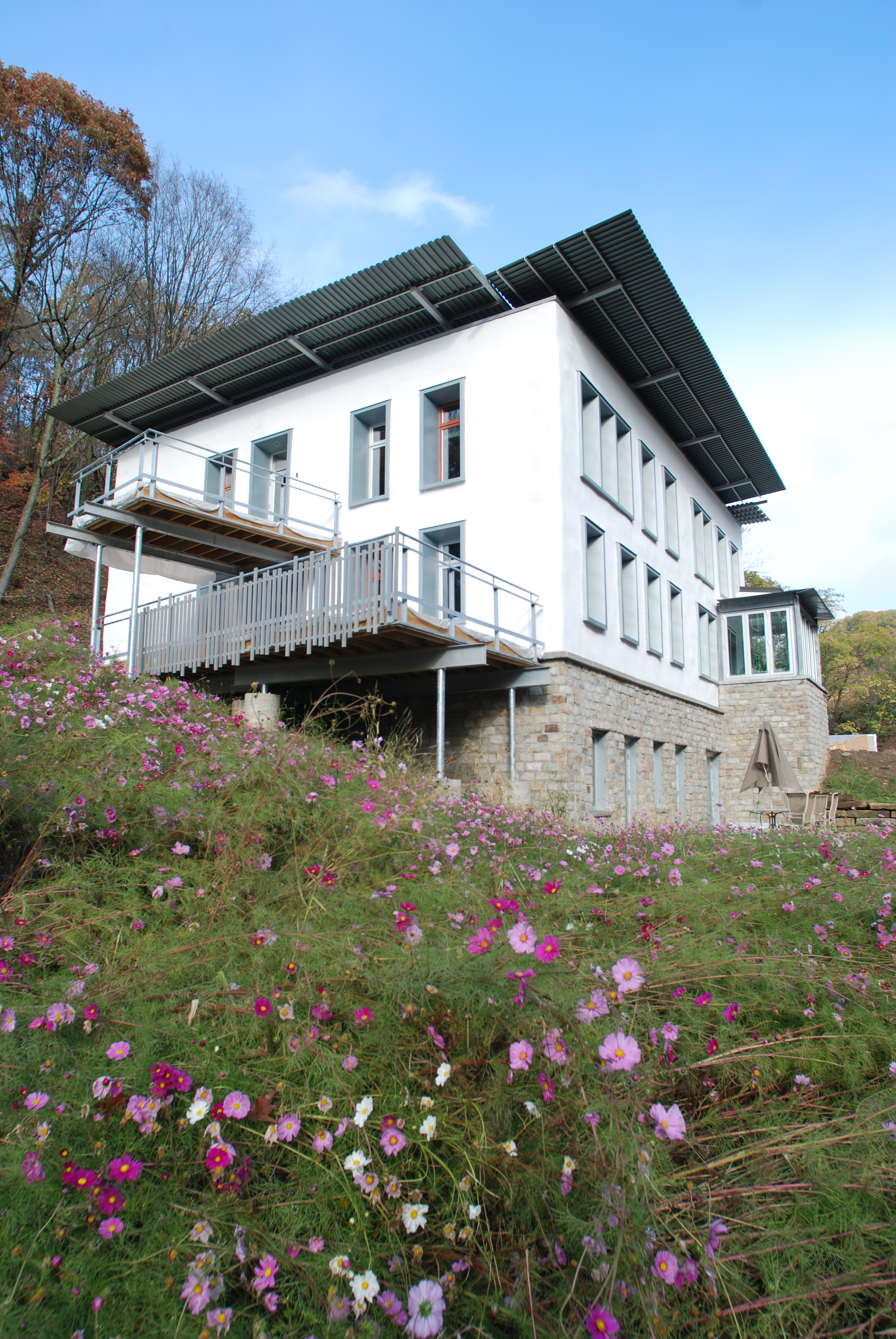
Trụ sở công ty dịch vụ xây dựng Sota ở Pittsburgh, Pennsylvania, Hoa Kỳ được xây dựng bằng tường lõi ngô.

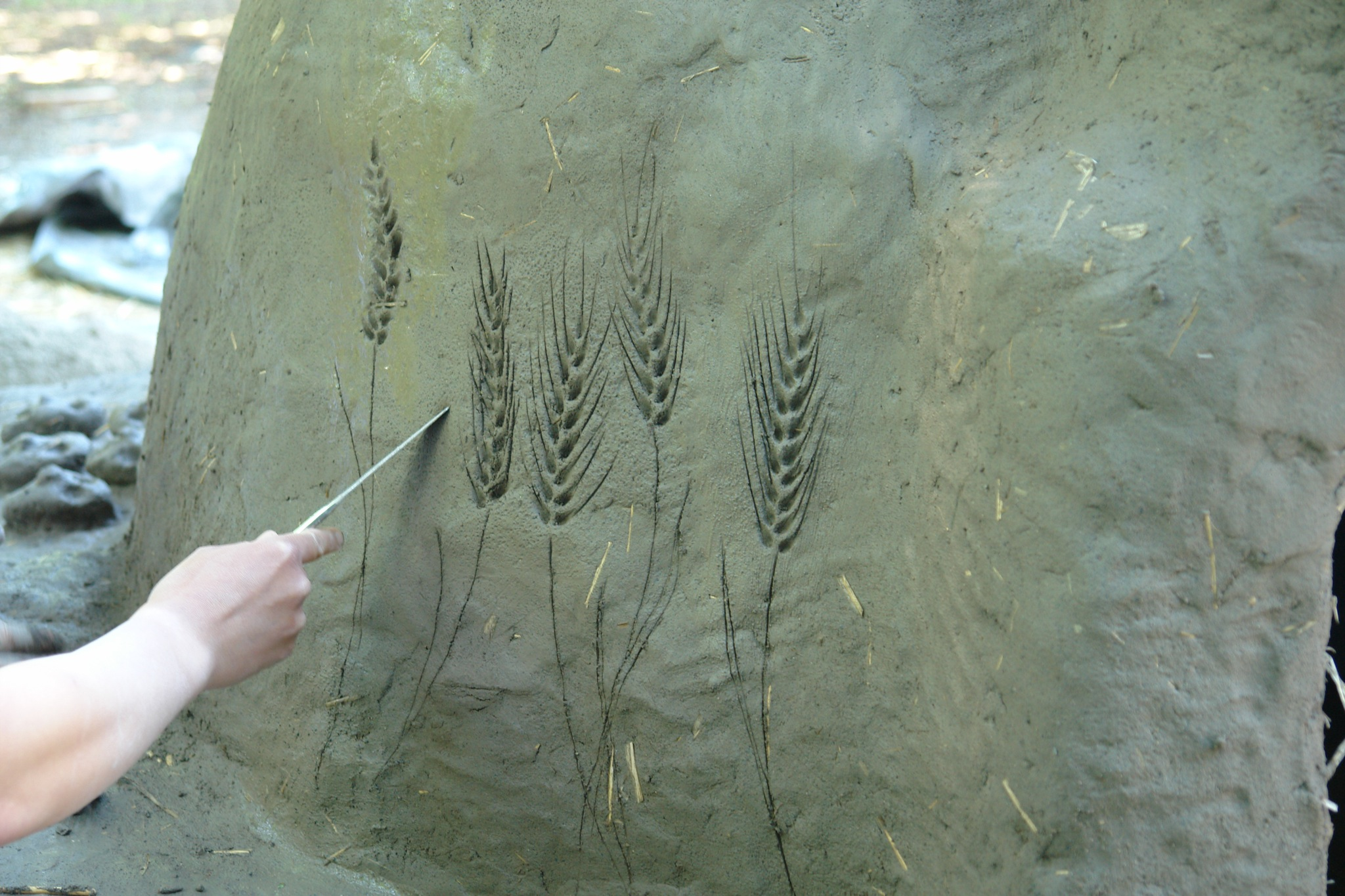
Trang trí lò nướng bằng đất bùn

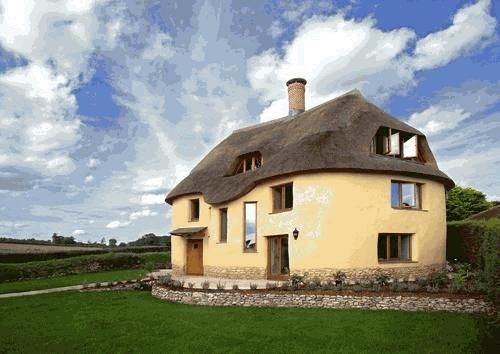
Một ngôi nhà đất bùn hiện đại gần Ottery St Mary, Vương quốc Anh

Từ năm 2002 đến 2004, Rob Hopkins, người say mê bền vững đã khởi xướng việc xây dựng một ngôi nhà đất bùn cho gia đình mình, ngôi nhà mới đầu tiên ở Ireland trong khoảng một trăm năm.  Đó là một dự án cộng đồng, nhưng một kẻ chủ mưu không xác định đã phá hủy nó ngay trước khi hoàn thành.  Ngôi nhà, tọa lạc tại Trung tâm Hollies vì sự bền vững thực tế ở Hạt Cork, đã được xây dựng lại vào năm 2010.  Có một số nhà đất bùn hiện đại hoàn thành khác và nhiều hơn nữa được lên kế hoạch, bao gồm một trung tâm giáo dục công cộng.
Vào năm 2000-01, một ngôi nhà đất bùn bốn phòng ngủ hiện đại ở Worrouershire, Anh, Anh, được thiết kế bởi Associated Architects, đã được bán với giá 999.000 Bảng Anh.  Nhà Cobtun được xây dựng vào năm 2001 và giành giải thưởng Tòa nhà bền vững của năm của Viện Kiến trúc sư Anh năm 2005.  Tổng chi phí xây dựng là 300.000 bảng, nhưng bức tường lõi ngô dày hàng mét chỉ có giá 20.000 bảng.
Ở Tây Bắc Thái Bình Dương của Hoa Kỳ đã có sự hồi sinh của việc xây dựng nhà đất bùn, vừa là một thực tiễn xây dựng thay thế vừa là một mong muốn về hình thức, chức năng và hiệu quả chi phí.  Pat Hennebery, Tracy Calvert, Elke Cole, và các xưởng Cobworks đã dựng lên hơn mười ngôi nhà đất bùn ở Quần đảo Nam Vịnh thuộc British Columbia, Canada.
Năm 2010, Dịch vụ xây dựng Sota ở Pittsburgh, Pennsylvania, Hoa Kỳ đã hoàn thành xây dựng trên trụ sở công ty mới rộng 7.500 mét vuông, có tường đất bùn bên ngoài cùng với các tính năng tiết kiệm năng lượng khác như sàn nhiệt bức xạ, mảng pin mặt trời trên mái nhà, và ánh sáng ban ngày.  Các bức tường  đất bùn, kết hợp với các tính năng bền vững khác, cho phép tòa nhà đạt được xếp hạng LEED Platinum vào năm 2012 và nó cũng nhận được một trong những điểm số cao nhất theo tỷ lệ phần trăm của tổng số điểm kiếm được trong bất kỳ danh mục LEED nào.
Năm 2007, Ann và Gord Baird bắt đầu xây dựng một ngôi nhà đất bùn hai tầng ở Victoria, British Columbia, Canada với giá trị khoảng 210.000 đô la CDN.  Ngôi nhà rộng 2.150 feet vuông bao gồm sàn được sưởi ấm, các tấm pin mặt trời và tiếp xúc với phía nam để cho phép sưởi ấm mặt trời thụ động.
Kiến trúc sư người Wales Ianto Evans và nhà nghiên cứu Linda Smiley đã cải tiến kỹ thuật xây dựng được gọi là "Oregon Cob" trong những năm 1980 và 1990.  Oregon Cob tích hợp biến thể của kỹ thuật layup tường sử dụng các ổ bùn trộn với cát và rơm với phong cách kiến trúc tròn.  Họ đang thử nghiệm hỗn hợp đất bùn và vỏ rơm có tên là
" balecob ".

## đọc thêm
- Xây dựng với Cob, Hướng dẫn từng bước của Adam Weismann và Katy Bryce.  Xuất bản bởi Sách xanh; 2006 ISBN 1-903998-72-7.
- Ngôi nhà điêu khắc bằng tay: Hướng dẫn triết học và thực tiễn để xây dựng một ngôi nhà bằng gỗ (Cuốn sách sống bằng năng lượng mặt trời thực sự) của Ianto Evans, Michael G. Smith, Linda Smiley, Deanne Bednar (Illustrator), Công ty xuất bản xanh của Chelsea; (Tháng 6 năm 2002), ISBN 1-890132-34-9.
- Cẩm nang nhà xây dựng Cob: Bạn có thể tự tay điêu khắc ngôi nhà của chính mình bởi Becky Bee, Groundworks, 1997 ISBN 978-0-9659082-0-7